# Iso Oudonlampi
Iso Oudonlampi eller Ouonlampi är en sjö i Finland. Den ligger i kommunen Suomussalmi i landskapet Kajanaland, i den centrala delen av landet, 500 km norr om huvudstaden Helsingfors. Iso Oudonlampi ligger 227 meter över havet. Arean är 16 hektar och strandlinjen är 2,2 kilometer lång. Sjön  ingår i Uleälvens huvudavrinningsområde. 